# Bathyllus moerens
Bathyllus moerens är en insektsart som först beskrevs av Carl Stål 1854.  Bathyllus moerens ingår i släktet Bathyllus och familjen spottstritar. Inga underarter finns listade i Catalogue of Life.